# O.K. ... Laliberté

O.K. ... Laliberté est un film de Marcel Carrière produit en 1973. 

## Synopsis
Chronique de l’amour et de la tendresse à quarante ans, le récit qui se déroule dans un quartier typique de Montréal est celui de Laliberté qui se retrouve seul à la suite d'un conflit domestique. S’éprenant aussitôt d’une fille dont il tombe éperdument amoureux, il vit avec elle des moments d’intense tendresse. Avec elle, il dépense tous les revenus qu’il tire de son nouvel emploi d’exterminateur. Mais, ce bref épisode amoureux ne dure pas lorsqu’il perd son emploi et que ses créanciers le retrouvent.  

## Fiche technique
- Réalisation : Marcel Carrière
- Scénario : Marcel Carrière et Jean-Pierre Morin
- Production : Marc Beaudet
- Cinématographie : Thomas Vamos
- Montage : Werner Nold
- Son : Serge Beauchemin, Michel Descombes, Claude Hazanavicius et Jacques Jarry
- Musique : François Dompierre

## Distribution
- Jacques Godin : Paul Laliberté
- Luce Guilbeault : Yvonne
- Jean Lapointe : Louis
- Lucille Papineau
- René Caron : M" Bérubé, patron de Paul
- Denise Proulx
- Yvon Leroux
- Madeleine Pageau
- Denis Drouin
- Angèle Coutu
- Claudette Delorimier
- Don Arrès
- Rita Lafontaine
- Sophie Clément : La femme à la phobie des puces
- Aline Caron
- Jacques Thisdale
- Gilbert Delasoie
- Nettie Harris
- Tony DiChiari
- Thérèse Morange
- Yvette Thuot
- Marthe Nadeau
- Jean-Pierre Légaré : Jean-Pierre Légaré
- Louise Mathieu
- André De Repentigny
- Rolland Jetté
- Germaine Lemyre

## Prix
- 1973: Prix Etrog du Canadian Film Awards pour le Meilleur acteur dans un rôle principal à Jacques Godin